# Methgator
Methgator (Alternativtitel Attack of the Meth Gator) ist ein US-amerikanischer Tierhorrorfilm aus dem Jahr 2023 von Christopher Ray nach einem Drehbuch von Lauren Pritchard und Joe Roche.

## Handlung
Drogen-Razzia auf einer Insel innerhalb des Everglades-Nationalparks im US-Bundesstaat Florida in einem Meth-Labor. Allerdings können die Betreiber und Dealer um Shane rechtzeitig fliehen. Letzterer flüchtet über die Sümpfe und verliert dabei eine Tüte mit Crystal Meth. Ein Alligator in der Nähe frisst augenblicklich das Meth und attackiert kurz darauf Shane und einen der Polizisten, der ihn verfolgt. Als die Gerüchte der unter Drogen stehenden Alligatoren Bürgermeister Jensen erreichen, stellt dieser Skylar und Twain ein, damit diese die Reptilien unschädlich machen. Die beiden müssen vor dem Memorial Day mit ihrer Arbeit fertig werden, da danach der Touristenansturm zu groß wäre, um die Sache unter den Teppich zu kehren. Außerdem wären die Touristen stark gefährdet im Gebiet.
Wenig später werden die beiden allerdings von Alligatoren getötet. Sheriff Williams bittet daher seinen Sohn Dante, einem Agenten der Drug Enforcement Administration, sich um die Angelegenheit zu kümmern. Nachdem der Alligator einen weiteren Meth-Vorrat einverleibt hat, klettert er auf den Mobilfunkmast der Insel und zerstört diesen dadurch. Daher ist man nun abgeschnitten von der Außenwelt. Später spürt er Trig, einen von Shanes Partnern, auf. Dante vermutet, dass der Alligator nun das Hauptlabor anpeilt und durch das Verzehren des dortigen Meth-Vorrats unbesiegbar werden würde. Hilfe bekommt er von seiner Ex Anna und dem Reptilienforscher Bithlo.

## Hintergrund

### Produktion
Der Film gilt als Mockbuster zur Horrorkomödie Cocaine Bear, an dessen Erscheinungstag im Februar 2023 der Film unter dem Titel Attack of the Meth Gator angekündigt wurde. Die Dreharbeiten waren ab dem 26. Februar 2023 abgeschlossen. Auf der San Diego Comic-Con International 2023 wurde bekannt, dass der Film in Methgator umbenannt wurde.
Die Idee zum Film rührt auf Medienmeldungen aus dem Jahr 2019, in denen eine Polizeibehörde in Tennessee öffentlich davon abriet, Methamphetamin in Toiletten herunterzuspülen, da die Möglichkeit bestehe, dass Alligatoren das Medikament aufnehmen und hyperaggressive „Meth Gators“ bilden könnten. Der Alligatorbiologe der University of Florida Kent Vliet bestritt die Möglichkeit einer solchen Mutation und nannte die Berichte eine „lächerliche Vorstellung“.

### Veröffentlichung
Der Film erschien am 25. September 2023 in den USA im Videoverleih.

## Rezeption
Jim Morazzini schreibt in seiner Review auf Voices from the Balcony, dass der Filme aufgrund des geringen Budgets und der Effekte „seine Probleme“ hätte. Er findet, dass die CGI-Qualität sehr unterschiedlich seien, „mit einigen anständigen Aufnahmen des Alligators an Land“, aber die Szenen, in denen er an der Oberfläche schwimme, „sehen oft schlecht aus“. Dennoch erachtet er den Film als „besten Film über drogensüchtige Tiere seit Franco Prosperis 1984 erschienenen Wild Beasts“. Er hätte Cocaine Shark und Deep Fear um Längen voraus. Final vergibt er 3,5 von 5 möglichen Sternen.
Auf Moria Reviews erhält der Film lediglich 2,5 Sterne. Es wird bemängelt, dass dem Film „die ironische Absurdität von The Asylums Sharknado – Genug gesagt! und den Fortsetzungen“ fehle. Über die Darstellung des Tieres wird geschrieben, dass der „CGI-Alligator ziemlich bedrohlich und beeindruckend“ aussieht, „sobald er losgelassen wird“. Der Film hätte eine „akzeptable Besetzung“.
Im Audience Score, der Zuschauerwertung auf Rotten Tomatoes, hat der Film bei weniger als 50 Abstimmungen eine Wertung von 56 %. In der Internet Movie Database hat der Film bei über 270 Stimmabgaben eine Wertung von 3,2 von 10,0 möglichen Sternen (Stand: August 2024).